# 藤森敦之
藤森 敦之（ふじもり あつし）は、日本の教育者、言語学者（第二言語習得研究・言語学・実験言語学）。学位はPh.D.（ブリティッシュコロンビア大学・2011年）。静岡県立大学言語コミュニケーション研究センターセンター長・准教授。
長野県阿南高等学校講師、静岡大学大学教育センター講師、静岡大学情報学部講師、静岡県立大学言語コミュニケーション研究センター副センター長などを歴任した。

## 概要
第二言語習得研究、統語論インタフェース、実験言語学などを専攻する言語学者である。統語論のインタフェースにおける韻律の役割に関する研究などで知られている。後進の育成に努めており、静岡県立大学、静岡大学などで講じた。また、長野県阿南高等学校で教鞭をとった経験を持つ。

## 来歴

### 生い立ち
静岡県により設置・運営される静岡県立大学に進学し、国際関係学部の国際言語文化学科にて学んだ。1998年（平成10年）3月、静岡県立大学を卒業した。それに伴い、学士（国際言語文化学）の学位を取得した。長野県教育委員会に採用され、1998年（平成10年）4月から1999年（平成11年）3月にかけて長野県阿南高等学校の講師を常勤で務めた。その後、静岡県立大学の大学院に進学し、国際関係学研究科の比較文化専攻にて学んだ。2001年（平成13年）3月、静岡県立大学の大学院における修士課程を修了した。それに伴い、修士（比較文化）の学位を取得した。さらに、カナダに渡り、ブリティッシュコロンビア州に所在するブリティッシュコロンビア大学の大学院に進学し、言語学研究科にて学んだ。2011年（平成23年）11月、ブリティッシュコロンビア大学の大学院における博士課程を修了した。それに伴い、Ph.D.の学位を取得した。

### 言語学者として
母校である静岡県立大学に採用され、2011年（平成23年）4月より言語コミュニケーション研究センターの特任助教に就任した。2014年（平成26年）3月、静岡県立大学の特任助教を退任した。同年4月、同名の国立大学法人により設置・運営される静岡大学に採用され、大学教育センターの講師に就任した。2016年（平成28年）3月まで大学教育センターに所属していたが、同年4月に情報学部に異動し、そちらの講師が本務となった。2018年（平成30年）3月、静岡大学の講師を退任した。同年4月、再び静岡県立大学に採用され、言語コミュニケーション研究センターの准教授に就任した。言語コミュニケーション研究センターの副センター長を兼務し、のちにセンター長を兼務した。

## 研究
専門は言語学であり、特に第二言語習得研究、統語論インタフェース、実験言語学といった分野を専攻した。具体的には、統語論のインタフェースにおける韻律の役割について研究していた。また、前置詞と空間認知について研究したり、動詞の形成における音、意味、カテゴリーの関係についても研究していた。事象構造と項構造の研究や、出来事の終結性と時制、相の研究にも取り組んだ。また、大和言葉における擬声語についても研究していた。学術団体としては、日本第二言語習得学会、日本中部言語学会、日本言語学会、言語科学会、中部地区英語教育学会、全国英語教育学会、などに所属した。2017年（平成29年）には、日本第二言語習得学会の年次大会にて実行委員会の委員長を務めた。

## 略歴
- 1998年 - 静岡県立大学国際関係学部卒業[4]。
- 1998年 - 長野県阿南高等学校講師[3]。
- 2001年 - 静岡県立大学大学院国際関係学研究科修士課程修了[4]。
- 2011年 - 静岡県立大学言語コミュニケーション研究センター特任助教[3]。
- 2011年 - ブリティッシュコロンビア大学大学院言語学研究科博士課程修了[4]。
- 2014年 - 静岡大学大学教育センター講師[3]。
- 2016年 - 静岡大学情報学部講師[3]。
- 2018年 - 静岡県立大学言語コミュニケーション研究センター准教授[3]。
- 2018年 - 静岡県立大学言語コミュニケーション研究センター副センター長。
- 2020年 - 静岡県立大学言語コミュニケーション研究センターセンター長。

## 著作

### 翻訳
- Bill VanPatten、Alessandro G. Benati著、白畑知彦・鈴木孝明監訳、川﨑貴子ほか訳『第二言語習得キーターム事典』開拓社、2017年。ISBN 9784758922456

## 関連人物
- ビル・ヴァンパテン
- 須田孝司